# Anni 640 a.C.
Gli anni 640 a.C. sono il decennio che comprende gli anni dal 649 a.C. al 640 a.C. inclusi.

## Eventi, invenzioni e scoperte
- Predominio dell'Impero assiro con il re Assurbanipal; oppressione dei Babilonesi, saccheggio della città di Susa.
- Assurbanipal fonda una biblioteca che conserva tra l'altro, la prima copia completa dell'Epica di Gilgamesh e sconfitta dell'Impero elamita.
- Fondazione di Cirene

## Personaggi
- Batto, fondatore di Cirene

## Nati
- Giosia, sovrano († 609 a.C.)

## Morti
- Shamash-shum-ukin, re645 a.C.
- Terpandro, poeta greco antico (n. 712 a.C.)642 a.C.

- Manasse, sovrano

- Tullo Ostilio, re romano640 a.C.
- Amenardis II, sovrano egizio
- Teispe di Ansan, re (n. 675 a.C.)